# Мара Сантанђело
Мара Сантанђело (итал. Mara Santangelo; Латина, 28. јун 1981) бивша је италијанска тенисерка. Професионалну каријеру је започела 1998. године и играла је све до 28. јануара 2011. године.
У каријери је освојила један ВТА турнир у појединачној конкуренцији и 9 у конкуренцији парова, од којих је једна на Ролан Гаросу 2007. године.
Од 2005. до 2007. године је наступала за италијанску фед куп репрезентацију са којом је 2006. године освојила титулу.

## Каријера
Професионалну каријеру је започела са својих 17. година 1998. године. У првих 100 играчица је ушла тек у сезони 2004. када је годину завршила на 91. месту. Те сезоне је играла у два финала у конкуренцији парова. У Хаселту је у пару са Американком Џенифер Расел победила Нурију Љагостеру Вивес и Марту Мареро из Шпаније са 6–3, 7–5, док је у Ташкенту играла са Марион Бартоли и изгубила од сестара Антонеле и Андријане Сере Занети из Италије са 1-6, 6-3, 6-4.
У сезони 2005. није имала већих успеха, али је успела да поправи свој пласман на ВТА листи, па је 2005. годину завршила на 85. месту у појединачној конкуренцији и 71. у конкуренцији парова. У овој години није успела да се пласира ни у једно четвртфинале неког ВТА турнира, док јој је највећи успех у паровима било финале турнира у Стокхолму где је у пару са Чехињом Евом Бирнеровом изгубила од Словенке Катарине Среботник и Францускиње Емили Лоа са 6-4, 6-3.
Своју прву и једину ВТА титулу у каријери је освојила 2006. године у Бангалору. У финалу је победила Јелену Костанић Тошић из Хрватске са 3–6, 7–6(5), 6–3.
Заједно са Флавијом Пенетом, Фраческом Скјавоне и Робертом Винчи освојила је Фед куп 2006, победивши Белгију у финалу. Након резултата 2-2, Жистин Енен-Арден је предала меч, и Италија је освојила ово такмичење по први пут. Захваљујући победи у Бангалору и пласманом у четвртфинале на још неколико турнира у сезони напредовала је на листи па је годину завршила на 31. месту.
Прву победу у каријери над неком од играчица из првих 10 остварила је у 3. колу турнира Мајамију 2007. године, победивши Јелену Јанковић са 2–6, 7–6(3), 6–4.
Поново је на турниру у Бангалору стигла до финала 2007. године али је изгубила од Јарославе Шведове, која је тада наступала за Русију са 6–4, 6–4.
На Ролан Гаросу 2007. године је освојила своју једину титулу на гренд слем турнирима и то у конкуренцији женских парова. Партнерка јој је била Алиша Молик. То јој је била четврта титула у конкуренцији женских парова те године, а све четири је освојила са другим партнеркама. Током сезоне је освојила још 4 турнира у паровима. У Патаји је са аустралијанком Никол Прат победила у финалу пар из Кинеског Тајпеха Јунг-жан Џан и Ђија-жунг Џуанг које су биле прве носитељке на турниру са 6–4, 7–6(4). На турниру на Амелија Ајланду је са Катарином Среботник у финалу победила шпански пар Анабел Медина Гаригес, Вирхинија Руано Паскуал са 6–3, 7–6(4). У Риму је са Францускињом Натали Деши победила земљакиње Татјану Гарбин и Роберту Винчи са 6–4, 6–1. Своју пету титулу у конкуренцији парова 2007. године је освојила са индијком Сањом Мирзом када су у финалу турнира победиле Кару Блек из Зимбабвеа и Американку Лизел Хубер са 6–1, 6–2.
Исте године је опет наступала за репрезентацију Италије у Фед купу, али Италијанке нису успеле да одбране титулу јер их је у финалу победила Русија са 4-0. Сантанђело је у том финалу изгубила оба своја меча и то 6-2, 6-1 од Светлане Кузњецове и 6-2, 6-4 од Јелене Веснине.
У јулу 2007. је остварила свој најбољи пласман у каријери 27. место на листи. Такође у септембру исте године је била пета на свету у конкуренцији парова што је њен најбољи пласман.
Пропустила је Отворено првенство Аустралије 2008. као и цео први део сезоне 2008. године због повреде левог стопала. У другом делу сезоне није имала значајнијих резултата ни у појединачној ни у конкуренцији парова. Ипак учествовала је на олимпијским играма у Пекингу у обе конкуренције. У појединачној конкуренцији је елиминисана у првом колу од шесте носитељке, Рускиње Динаре Сафине са 6-3, 7-6(1), која је стигла до сребрне медаље. У паровима је наступала са Робертом Винчи али су елиминисане од првих носитељки, Рускиња, Динаре Сафине и Светлане Кузњецове са 6-1, 3-6, 7-5.
Године 2009. обновила је повреду левог стопала, али је успела да се опорави и освоји још три титуле у конкуренцији женских парова. Све три титуле је освојила играјући са Натали Деши. Прву титулу су освојиле већ у јануару у Окланду победивши у финалу Шпанкиње Нурију Љагостеру Вивес и Аранчу Пару Сантонју са 4–6, 7–6(3), [12–10]. Уследила је титула у Монтереју где су победиле чехиње Ивету Бенешову и Барбору Захлавову-Стрицову са 6–3, 6–4. Последњу титулу су освојиле у Стразбуру победом против домаћих тенисерки Клер Фејерстен и Стефани Форец са 6–0, 6–1.
У мају 2010. године је објавила да више неће наступати у појединачној конкуренцији, а у јануару 2011. се и скроз повукла из тениса.

## Пласман на ВТА листи на крају сезоне

### Појединачно
| Година  | 1998. | 1999. | 2000. | 2001. | 2002. | 2003. | 2004. | 2005. | 2006. | 2007. | 2008. | 2009. |
| Пласман | 585   | 451   | 263   | 305   | 173   | 146   | 91    | 85    | 31    | 36    | 135   | 343   |

### Парови
| Година  | 2001. | 2002. | 2003. | 2004. | 2005. | 2006. | 2007. | 2008. | 2009. |
| Пласман | 281   | -     | 114   | 90    | 71    | 41    | 9     | 198   | 40    |

## Финала у каријери

### Финала гренд слем турнира у паровима (1–0)
| Исход  | Година | Турнир      | Подлога | Партнерка     | Противнице                     | Резултат |
| Победа | 2007.  | Ролан Гарос | шљака   | Алисија Молик | Катарина Среботник Аи Сугијама | 7-6, 6-4 |

### Финала ВТА турнира појединачно (1–1)
| Легенда: Пре 2009.       | Легенда: Од 2009.       |
| ------------------------ | ----------------------- |
| Гренд слем (0/0)         |                         |
| ВТА првенство (0/0)      |                         |
| Прва категорија (0/0)    | Обавезни Премијер (0/0) |
| Друга категорија (1/1)   | Премијер 5 (0/0)        |
| Трећа категорија (0/0)   | Премијер (0/0)          |
| Четврта категорија (0/0) | Интернашонал (0/0)      |

| Исход  | Бр | Датум             | Турнир           | Подлога | Противница            | Резултат         |
| Победа | 1. | 19. фебруар 2006. | Бангалор, Индија | тврда   | Јелена Костанић Тошић | 3–6, 7–6(5), 6–3 |
| Пораз  | 2. | 18. фебруар 2007. | Бангалор, Индија | тврда   | Јарослава Шведова     | 6–4, 6–4         |

### Финала ВТА турнира парови (9—3)
| Легенда (парови)       |
| Прва категорија (1)    |
| Друга категорија (2)   |
| Трећа категорија (1)   |
| Четврта категорија (1) |
| Премијер (0)           |
| Међународни (3)        |
| Гренд слем (1)         |
| ВТА Првенство (0)      |

Победе (9) 
| Бр. | Датум             | Турнир              | Подлога       | Партнерка          | Противнице                                    | Резултат             |
| 1.  | 3. октобар 2004.  | Хаселт, Белгија     | тврда (затв.) | Џенифер Расел      | Нурија Љагостера Вивес Марта Мареро           | 6–3, 7–5             |
| 2.  | 11. фебруар 2007. | Патаја, Тајланд     | тврда         | Никол Прат         | Јунг-жан Џан Ђија-жунг Џуанг                  | 6–4, 7–6(4)          |
| 3.  | 8. април 2007.    | Amelia Island, САД  | шљака         | Катарина Среботник | Анабел Медина Гаригес Вирхинија Руано Паскуал | 6–3, 7–6(4)          |
| 4.  | 20. мај 2007.     | Рим, Италија        | шљака         | Натали Деши        | Татјана Гарбин Роберта Винчи                  | 6–4, 6–1             |
| 5.  | 8. јун 2007.      | Ролан Гарос, Париз  | шљака         | Алиша Молик        | Катарина Среботник Ај Сугијама                | 7–6(5), 6–4          |
| 6.  | 25. август 2007.  | Њу Хејвен, САД      | тврда         | Сања Мирза         | Кара Блек Лизел Хубер                         | 6–1, 6–2             |
| 7.  | 10. јануар 2009.  | Окланд, Аустралија  | тврда         | Натали Деши        | Нурија Љагостера Вивес Аранча Пара Сантонја   | 4–6, 7–6(3), [12–10] |
| 8.  | 8. март 2009.     | Монтереј, Мексико   | тврда         | Натали Деши        | Ивета Бенешова Барбора Захлавова-Стрицова     | 6–3, 6–4             |
| 9.  | 18. мај 2009.     | Стразбур, Француска | шљака         | Натали Деши        | Клер Фејерстен Стефани Форец                  | 6–0, 6–1             |

| Легенда (парови)       |
| Прва категорија (0)    |
| Друга категорија (1)   |
| Трећа категорија (0)   |
| Четврта категорија (2) |
| Премијер (0)           |
| Међународни (0)        |
| Гренд слем (0)         |
| ВТА Првенство (0)      |

Порази (3)
| Бр. | Датум             | Турнир              | Подлога | Партнерка      | Противнице                                | Резултат      |
| 1.  | 11. октобар 2004. | Ташкент, Узбекистан | тврда   | Марион Бартоли | Адријана Сера Занети Антонела Сера Занети | 1-6, 6-3, 6-4 |
| 2.  | 8. август 2005.   | Стокхолм, Шведска   | тврда   | Ева Бирнерова  | Емили Лоа Катарина Среботник              | 6-4, 6-3      |
| 3.  | 6. август 2007.   | Лос Анђелес, САД    | тврда   | Алиша Молик    | Квјета Пешке Рене Стабс                   | 6-0, 6-1      |

### Финала Фед купа (1—1)
| Исход  | Година | Локација | Подлога | Победнице                                                               | Финалисткиње                                                            | Резултат |
| Победа | 2006.  | Шарлроа  | Тврда   | Италија Роберта Винчи Флавија Пенета Мара Сантанђело Франческа Скјавоне | Белгија Лесли Буткивиц Жистин Енан-Арден Каролина Маес Кирстен Флипкенс | 3–2      |
| Пораз  | 2007.  | Москва   | Шљака   | Русија Јелена Веснина Светлана Кузњецова Нађа Петрова Ана Чакветадзе    | Италија Роберта Винчи Мара Сантанђело Франческа Скјавоне Флавија Пенета | 4–0      |

#### Статистика у Фед купу
|             | Победа | Пораза | Укупно |
| ----------- | ------ | ------ | ------ |
| Појединачно | 2      | 3      | 5      |
| Парови      | 2      | 1      | 3      |
| Укупно      | 4      | 4      | 8      |

### Резултати на Гренд слем турнирима
| Легенда | Легенда                                    | Легенда | Легенда                           |
| ------- | ------------------------------------------ | ------- | --------------------------------- |
| О/И     | однос освајања турнира и играња на турниру | Поб-Пор | однос побједа и пораза            |
| НО      | турнир није одржан те године               | Н       | није учествовала на турниру       |
| КВ      | изгубила у квалификацијама                 | 1К      | изгубила у првом колу             |
| 2К      | изгубила у другом колу                     | 3К      | изгубила у трећем колу            |
| 4К      | изгубила у четвртом колу                   | ГФ      | изгубила у групној фази такмичења |
| ЧФ      | изгубила у четвртфиналу                    | ПФ      | изгубила у полуфиналу             |
| Ф       | изгубила у финалу                          | П       | освојила турнир                   |

#### Појединачно
| Турнир                        | 2003. | 2003.          | 2004. | 2004.          | 2005. | 2005.           | 2006. | 2006.              | 2007. | 2007.           | 2008. | 2008.        | 2009. | 2009.          | О/И   | поб-пор |
| ----------------------------- | ----- | -------------- | ----- | -------------- | ----- | --------------- | ----- | ------------------ | ----- | --------------- | ----- | ------------ | ----- | -------------- | ----- | ------- |
| Отворено првенство Аустралије | -     | -              | 4К    | Жистин Енен    | 1К    | Еви Доминиковић | 3К    | Светлана Кузњецова | 1К    | Серена Вилијамс | -     | -            | 1К    | Флавија Пенета | 0 / 5 | 5–5     |
| Ролан Гарос                   | -     | -              | 1К    | Јулијана Федак | 1К    | Сандра Клезел   | 2К    | Светлана Кузњецова | 3К    | Жистин Енен     | 1К    | Ђе Џенг      | 1К    | Петра Мартић   | 0 / 6 | 3–6     |
| Вимблдон                      | -     | -              | 1К    | Рита Гранде    | 2К    | Серена Вилијамс | 1К    | Ејми Фрејзер       | 3К    | Амели Моресмо   | 2К    | Нађа Петрова | -     | -              | 0 / 5 | 4–5     |
| Отворено првенство САД        | 1К    | Татјана Гарбин | 1К    | Татјана Гарбин | 1К    | Мери Пирс       | 3К    | Амели Моресмо      | 1К    | Вера Душевина   | -     | -            | -     | -              | 0 / 5 | 2–5     |

У другим колонама се налазе имена тенисерки које су те године победиле Мару Сантанђело на том Гренд слем турниру.

#### Женски парови
| Турнир                        | 2004.     | 2004.                    | 2005.     | 2005.                 | 2006.        | 2006.               | 2007.         | 2007.               | 2008.        | 2008.               | 2009.   | 2009.              | О/И | поб-пор |
| ----------------------------- | --------- | ------------------------ | --------- | --------------------- | ------------ | ------------------- | ------------- | ------------------- | ------------ | ------------------- | ------- | ------------------ | --- | ------- |
| Отворено првенство Аустралије | 1К Мароси | Ј. Костанић С. Џејасилан | ЧФ Расел  | Навратилова Паштикова | 1К Бирнерова | Гренефелд М. Шонеси | 1К Чакветадзе | Д. Сафина Среботник | -            | -                   | ПФ Деши | Хантухова Сугијама | 0/5 | 7-5     |
| Ролан Гарос                   | 2К Расел  | В. Пасквал П. Суарез     | 1К Расел  | Хантухова А. Сугијама | 2К Гаљарди   | Н. Деши Звонарјова  | П А. Молик    | Среботник Сугијама  | 1К А. Молик  | С. Ерани Б. Сендс   | 1К Деши | Душевина Родионова | 1/6 | 8-5     |
| Вимблдон                      | 3К Расел  | Навратилова Л. Рејмонд   | 2К Расел  | Гаригес Д. Сафина     | 2К Гаљарди   | Салкић Е. Лаине     | ПФ А. Молик   | К. Блек Л. Хубер    | 2К А. Молик  | Перебијнис Росолска | 1К Деши | Шведова Танасугарн | 0/6 | 8-6     |
| Отворено првенство САД        | 1К Расел  | Дементјева А. Сугијама   | 1К Каленс | А. Рол Н. Уберо       | 2К Р. Винчи  | Рејмонд С. Стосур   | 3К А. Молик   | А. Савај Ухлиржова  | 2К Шафаржова | Јан Ци Ђе Џенг      | -       | -                  | 0/5 | 4-5     |

#### Мешовити парови
| Турнир                        | 2005.      | 2005.       | 2006.      | 2006.     | 2007.          | 2007.                | 2008.   | 2008.            | 2009.        | 2009.          | О/И | поб-пор |
| ----------------------------- | ---------- | ----------- | ---------- | --------- | -------------- | -------------------- | ------- | ---------------- | ------------ | -------------- | --- | ------- |
| Отворено првенство Аустралије | -          | -           | -          | -         | 1К Фирстенберг | Сун Тјентјен Ј. Ноул | -       | -                | 2К Аспелин   | Бенешова Длухи | 0/2 | 1-2     |
| Ролан Гарос                   | -          | -           | -          | -         | 2К Аспелин     | Рејмонд Б. Брајан    | -       | -                | -            | -              | 0/1 | 1-1     |
| Вимблдон                      | 3К Гарсија | Пирс Бупати | 1К Гарсија | Сендс Хас | 2К Аспелин     | Душевина Муди        | 1К Пери | Киотавонг Хачинс | 2К Мертинњак | Блек Паес      | 0/5 | 4-5     |
| Отворено првенство САД        | -          | -           | -          | -         | 1К Хенли       | Хубер Мари           | -       | -                | -            | -              | 0/1 | 0-1     |

### Учешћа на олимпијским играма

#### Појединачно
| Исход | Бр | Датум            | Турнир       | Подлога | Коло    | Противница    | Резултат    |
| Пораз | 1. | 11. август 2008. | Пекинг 2008. | тврда   | 1. коло | Динара Сафина | 6-3, 7-6(1) |

#### Парови
| Исход | Бр | Датум            | Турнир       | Подлога | Коло    | Партнерка     | Противнице                       | Резултат      |
| Пораз | 1. | 11. август 2008. | Пекинг 2008. | тврда   | 1. коло | Роберта Винчи | Светлана Кузњецова Динара Сафина | 6-1, 3-6, 7-5 |

## Занимљивости
Мара Сантанђело је почела да игра тенис са девет година. Оба родитеља и брат су рекреативно играли тенис.
Хобији су јој играње одбојке на песку, слушање музике... Диви се својој баки и Мартини Навратиловој. Сматра да су најбољи тенисери свих времена Џон Макенро и Стефан Едберг.